# Industriebahn AG
Die Industriebahn AG mit Sitz in Frankfurt am Main, Moselstraße 2, war Eigentümerin von ausschließlich dem Güterverkehr dienenden, ursprünglich als Kleinbahnen betriebenen Eisenbahnstrecken. Sie wurde am 23. November 1899 von der Deutschen Eisenbahn-Gesellschaft (DEAG) mit einem Aktienkapital von 840.000 Mark gegründet.
Anfangs besaß sie nur die dem Güterverkehr dienende Kleinbahn Beuel–Großenbusch, deren 6,3 km lange Strecke am 28. Dezember 1900 eröffnet wurde. Diese gehört seit 1994 der Stadt Bonn und wird von der Rhein-Sieg-Eisenbahn GmbH gepachtet und betrieben.
Dazu erwarb die Industriebahn AG im Jahre 1901 noch die Höxtersche Kleinbahn, die von der AG für Bahn-Bau und -Betrieb (BBB) erbaut und betrieben wurde. Diese 3,4 km lange Bahn diente ebenfalls nur dem Güterverkehr, und zwar vom 28. April 1899 bis zur Stilllegung Ende 1932.
Als dritte Bahn kam im Jahre 1914 noch die Kleinbahn Kaldenkirchen–Brüggen (12,5 km) hinzu, deren Strecke am 19. Februar 1902 von der Continentalen Eisenbahn-Bau- und Betriebs-Gesellschaft (CEB) eröffnet worden war und von 1904 bis 1920 auch von Personenzügen befahren wurde. Sie wurde im Güterverkehr bis zum 31. März 1996 betrieben.
Die CEB fusionierte 1914 mit der BBB, die ab 1929 als Deutsche Eisenbahn-Gesellschaft (DEGA bzw. DEG) firmierte. Großaktionär war seit 1929 zu fast 100 % die AG für Verkehrswesen (AGV). Die Industriebahn AG verfügte 1936 über ein Aktienkapital von 1 Million Reichsmark, den Betrieb führte die DEGA. 1964 wurde die Industriebahn AG in eine GmbH umgewandelt. Sie wurde später aufgespalten; 1993 firmierten die beiden Bahnen als Industriebahn Beuel GmbH und Industriebahn Kaldenkirchen GmbH. Den Betrieb führte weiterhin die DEG.